# Шкарнулис, Донатас
Донатас Шкарнулис (лит. Donatas Škarnulis; род. 21 октября 1977, Алитус) — литовский легкоатлет, специалист по спортивной ходьбе и марафону. Выступал на профессиональном уровне в 2004—2020 годах, призёр ряда крупных стартов на шоссе, участник летних Олимпийских игр в Пекине.

## Биография
Донатас Шкарнулис родился 21 октября 1977 года в Алитусе, Литовская ССР.
Занимался спортом с шестого класса школы вместе со своим братом-близнецом Дарюсом, который впоследствии тоже стал профессиональным легкоатлетом. В связи с учёбой в полицейской академии на некоторое время вынужден был уйти из спорта, но спустя восемь лет вернулся и стал выступать на различных турнирах в Литве.
Впервые заявил о себе в сезоне 2004 года, когда на соревнованиях в Друскининкае занял в ходьбе на 10 км седьмое место.
В 2005 году вошёл в состав литовской сборной и выступил на Кубке Европы по спортивной ходьбе в Мишкольце, где в дисциплине 20 км занял 35-е место.
В 2006 году показал 35-й результат в ходьбе на 50 км на Кубке мира в Ла-Корунье.
В 2007 году на 20-километровой дистанции стал 25-м на Кубке Европы в Ройал-Лемингтон-Спа, на 50-километровой дистанции финишировал 12-м на чемпионате мира в Осаке.
В 2008 году установил свои личные рекорды в ходьбе на 20 и 50 км — 1:24:21 и 3:49:30 соответственно, занял 45-е место на Кубке мира в Чебоксарах. Благодаря череде удачных выступлений удостоился права защищать честь страны на летних Олимпийских играх в Пекине — стартовал в дисциплине 50 км, но финишировать не смог, сошёл в ходе прохождения дистанции.
После пекинской Олимпиады Шкарнулис остался действующим спортсменом и продолжил принимать участие в крупнейших международных стартах. Так, в 2009 году в ходьбе на 50 км он занял седьмое место на Кубке Европы в Меце и 14-е место на чемпионате мира в Берлине.
В 2010 году стартовал в дисциплине 50 км на чемпионате Европы в Берселоне, где получил дисквалификацию за нарушение техники ходьбы.
Сделав достаточно длительный перерыв, в 2018 году возобновил спортивною карьеру и принял участие в Ганноверском марафоне, где с результатом 2:40:36 занял итоговое 12-е место.
В 2019 году показал 18-й результат на марафоне в Ганновере, с личным рекордом 2:33:25 финишировал седьмым на Вильнюсском марафоне.
На Вильнюсском марафоне 2020 года вновь пришёл к финишу седьмым.